# Eliminator
Eliminator je osmé studiové album americké blues-rockové skupiny ZZ Top. Vyšlo 23. března 1983 u Warner Bros. Records, produkoval jej Bill Ham a bylo nahráno v Tennessee během roku 1982. Jako singly vyšly skladby „Gimme All Your Lovin'“, „Got Me Under Pressure“, „Sharp Dressed Man“, „TV Dinners“ a „Legs“. Album je držitelem diamantové desky a je nejúspěšnějším albem skupiny, přičemž se v USA prodalo přes 10 miliónů kopií.
Album dostalo i pozitivní recenze kritiků. Chváleno bylo především za texty písní a použití syntezátorů. Bylo zařezeno na 396. místo v sezname Rolling Stone - 500 nejlepších alb všech dob a na 39. místě v seznamu The 100 Greatest Albums of the 80’s časopisu Rolling Stone.

## Seznam skladeb
Všechny skladby napsal(i) Billy Gibbons, Dusty Hill a Frank Beard. 
| Pořadí         | Název                         | Délka |
| -------------- | ----------------------------- | ----- |
| 1.             | Gimme All Your Lovin'         | 3:59  |
| 2.             | Got Me Under Pressure         | 3:59  |
| 3.             | Sharp Dressed Man             | 4:13  |
| 4.             | I Need You Tonight            | 6:14  |
| 5.             | I Got the Six                 | 2:52  |
| 6.             | Legs                          | 4:35  |
| 7.             | Thug                          | 4:17  |
| 8.             | TV Dinners                    | 3:50  |
| 9.             | Dirty Dog                     | 4:05  |
| 10.            | If I Could Only Flag Her Down | 3:40  |
| 11.            | Bad Girl                      | 3:16  |
| Celková délka: | Celková délka:                | 44:28 |

## Sestava
- Billy Gibbons – kytara, zpěv
- Dusty Hill – baskytara, klávesy, zpěv
- Frank Beard – bicí, perkuse